# Albanezen in Italië
De Albanezen in Italië  (Italiaans: Albanesi in Italia, Albanees: Shqiptarët në Itali) zijn in Italië verblijvende Albanezen, of Italianen van Albanese afkomst. De Albanezen vormen de derde bevolkingsgroep in Italië (op autochtone Italianen en Roemenen na).
De eerste Albanezen waren christenen, hoofdzakelijk Tosken, die na de invasie van Albanië door het Ottomaanse Rijk, in de 15e eeuw, naar het Apennijns Schiereiland en Sicilië vluchtten. Zij worden ook wel Arbëreshë genoemd. Na de val van het communisme in 1991 vond een massale exodus van etnische Albanezen uit het Balkanschiereiland naar Italië plaats.

## Religie
In de periode 2011-12 heeft het ISTAT een enquête gehouden over de religieuze overtuiging onder de immigranten in Italië. De religie van de Albanezen in Italië was als volgt:
- Islam: 41,49%
- Christendom: 38,85% (waarvan 27,67% katholiek en 11,02% Oosters-orthodox)
- Ongodsdienstig: 17,81%
- Andere religies: 1,85%

## Bekende Albanezen in Italië
- Erjon Bogdani
- Ermal Meta
- Ledian Memushaj
- Ernest Simoni
- Gëzim Hajdari
- Elseid Hysaj
- Marash Kumbulla
- Rey Manaj
- Emanuele Ndoj
- Anna Oxa